# Charles-Joseph Natoire
Charles-Joseph Natoire (Nîmes; 3 de marzo de 1700-Castelgandolfo; 23 de agosto de 1777) fue un pintor francés de estilo rococó.

## Biografía
Fue director de la Academia Francesa en Roma de 1751 a 1775, gozando de gran autoridad en el mundo artístico. Durante esa etapa aleccionó al joven François Boucher y a Hubert Robert; recomendó a ambos (y a sus alumnos en general) que dibujasen del natural.
Como su maestro, François Lemoyne, fue pintor de la gracia, la voluptuosidad y la alegría de vivir. Su pincelada era cálida y sensual, por lo que resultaba demasiado blanda para temas históricos, y también resultaba demasiado frívola para temas religiosos. Es reconocido principalmente por la admirable serie de La historia de Psique del Hôtel de Soubise de París, y los cartones de La historia de Don Quijote conservados en su mayoría en el castillo de Compiègne.
Fue hijo de Florent Natoire, un escultor. Su padre, tras darle sus primeras lecciones de dibujo, lo envió a París en 1717, para completar su formación en el taller de Louis Galloche (1670-1761), pintor del rey y profesor de la Real Academia de Pintura y Escultura, y después fue alumno de François Lemoyne, sus enseñanzas le marcarían profundamente.

### Primera estancia en Roma (1723-1729)
El 30 de agosto de 1721 obtuvo el Premio de Roma, así el 30 de junio de 1723 fue nombrado huésped de la Academia de Francia en Roma, hacia donde partió en octubre del mismo año. Copia un cuadro de Pietro da Cortona, El rapto de las sabinas. En 1728 pinta un cuadro para el embajador de Francia, el Cardenal de Polignac.

### En París (1730-1751)
Volvió a París en 1729, tras una breve estancia de paso en Venecia. En Francia fue agregado a la Real Academia de Pintura y Escultura el 30 de septiembre de 1730; su reputación aumentó rápidamente, recibiendo importantes encargos. 
En junio de 1734 participó en la Exposición de la juventud con una Galatea. Ese mismo año recibe su primer encargo de la realeza, que tendría que realizar para la cámara de la reina en Versalles. Desde entonces recibiría numerosos encargos reales. En 1735 comenzó la serie de tapices con la historia de Don Quijote. En 1745 se publicó una serie de trece estampas (Livre d'académies) según esbozos suyos, grabadas por Jean-Jacques Pasquier.

### Segunda estancia en Roma (1751-1777)
En 1751, Natoire es nombrado director de la Academia Francesa en Roma, un cargo prestigioso, pero que sin embargo selló el fin de su carrera. Alejado de la corte, no sería Primer pintor del rey. Serían preferidos sus rivales Carle van Loo y François Boucher, a quien había adiestrado en Roma. Prácticamente dejó de pintar, pero se mostró un director muy activo. Fue ennoblecido en 1753 y nombrado caballero de la Orden de San Miguel en 1755.
Durante este periodo su principal trabajo fue el fresco La apoteosis de San Luis (1754-1756). Pero ya surgiendo el neoclasicismo, su trabajo recibió vivas críticas. Natoire fue acusado de errores administrativos y el nuevo director general del edificio le jubiló en 1775. Se retiró a Castel Gandolfo donde murió dos años después.

## Galería

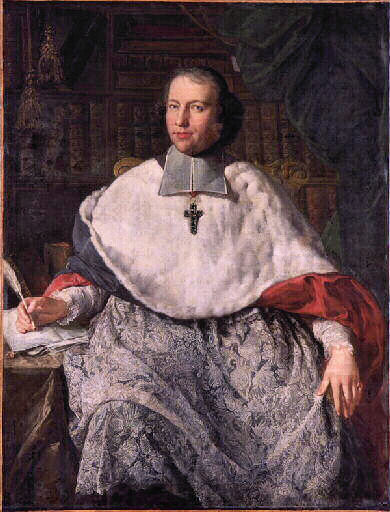
Retrato del obispo y teólogo francés Jean-Joseph Languet de Gergy.
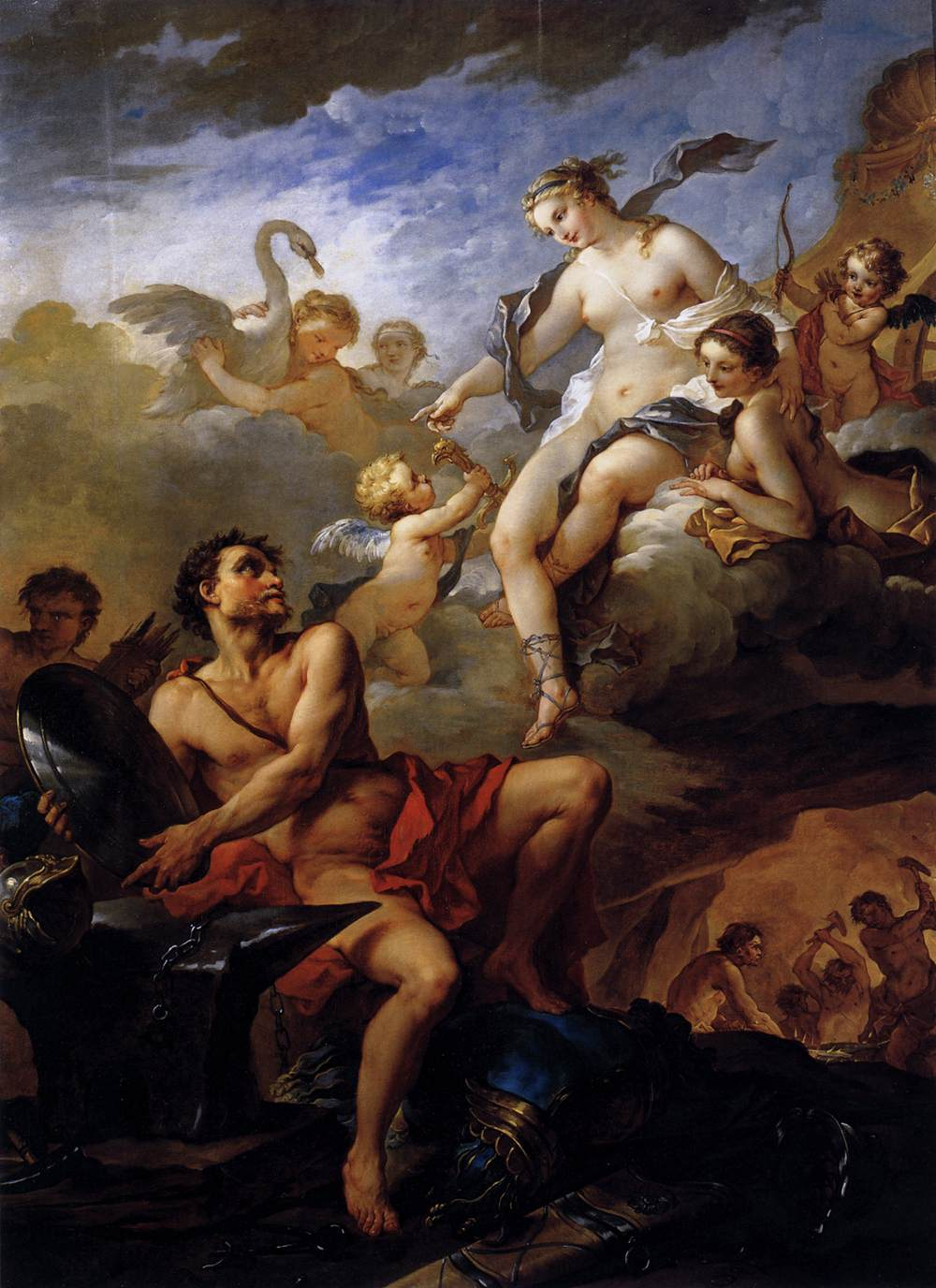
Venus solicitando armas a Vulcano para Eneas.
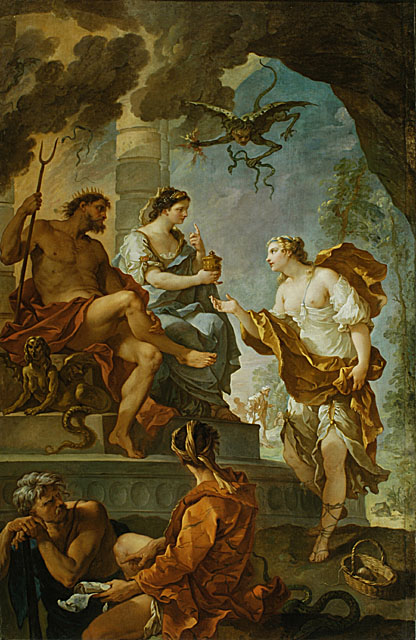
Psiqué y Proserpina.
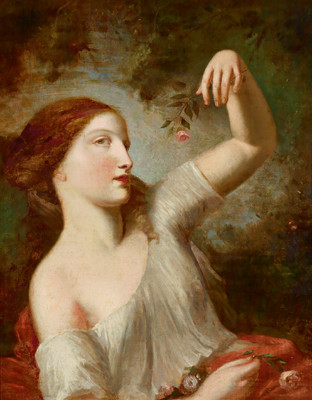
Joven con rosas.
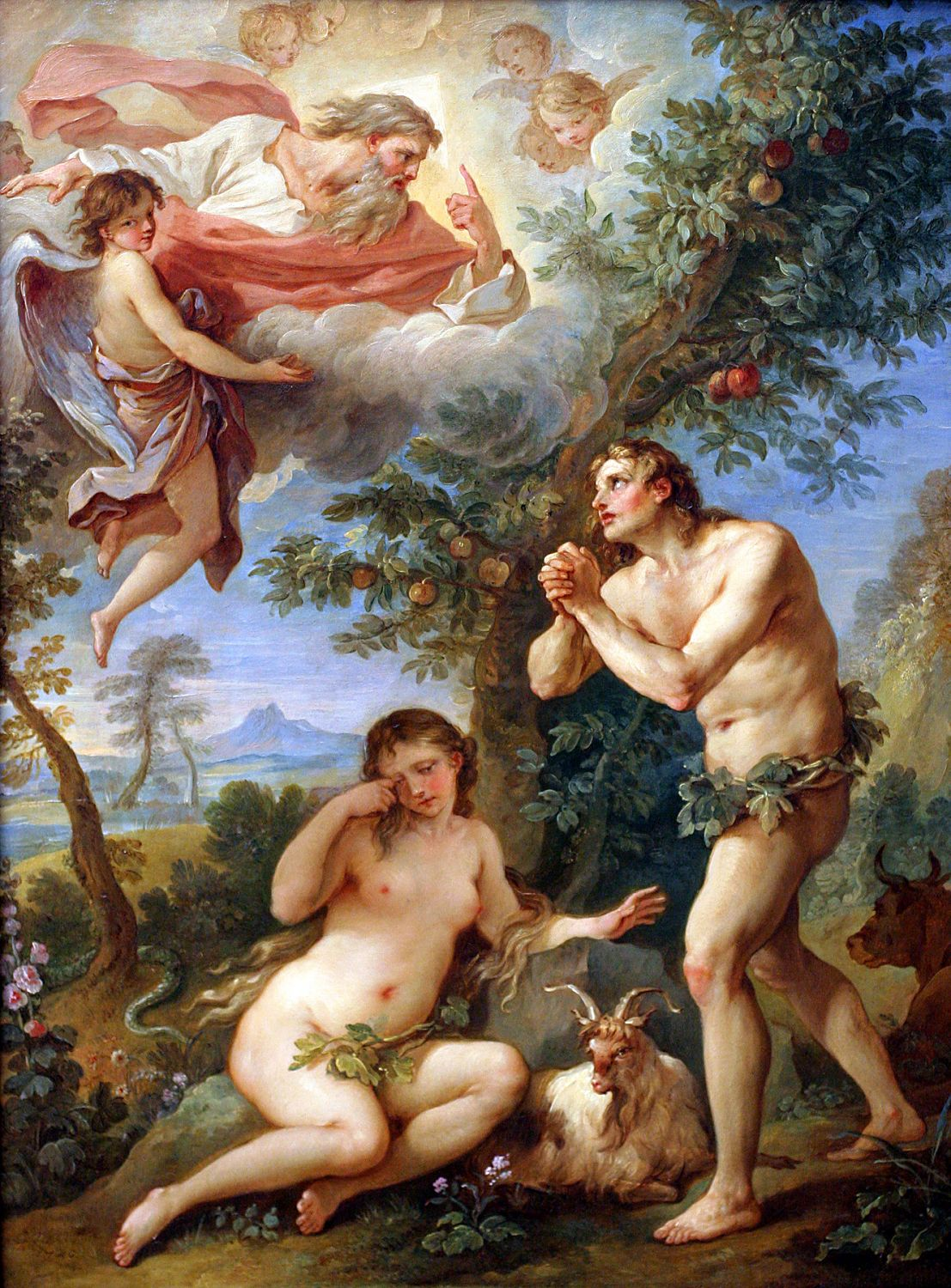
La expulsión del Paraíso.

| Precedido por         | Charles-Joseph Natoire                               | Sucedido por |
| --------------------- | ---------------------------------------------------- | ------------ |
| Jean-François de Troy | Director de la Academia de Francia en Roma 1751-1775 | Noël Hallé   |

- Datos: Q860154
- Multimedia: Charles-Joseph Natoire / Q860154